# Jan Evangelista Purkyně
Jan Evangelista Purkyně, németesen Johann Evangelist Purkinje (Libochowitz, 1787. december 17. – Prága, 1868. július 25.) cseh anatómus és fiziológus.

## Életútja
Purkinje 1787. december 17-én született paraszti családban, Bohémiában. Édesapja Karel Purkinje, festő; korán meghalt, fia csupán 6 éves volt. Már gyermekkorában felfigyeltek énektehetségére a templomi kórusban. Piarista kolostorba küldték tanulni, majd 1804-ben már ő maga is tanított. 1807-ben Prágába ment, ahol az egyetemen filozófiát hallgatott. 1810-től kezdett orvostudományi előadásokat látogatni és 1818-ban orvosi diplomát szerzett, majd doktori disszertációját a látás mechanizmusából írta.
1822-ben a wrocławi egyetemre került, ahol 27 évig oktatott. Tanítási módszerét újítások jellemezték: demonstrációkat, kísérleteket mutatott be az órákon. 1839-ben a világon elsőként szervezte meg a Fiziológiai Tanszéket, majd 1842-ben az első hivatalos fiziológiai labort.
Itt fizikai kutatásokat végzett, ahol felfigyelt egy színlátással kapcsolatos érzékletre, melyet később Purkinje-jelenségnek neveztek el. Ez az effektus azt írja le, hogy a fénysűrűség változása hatással van a szem kétféle receptorának működésére. 
Purkinje az elsők között volt, aki kutatásaihoz mikroszkópot használt. Kimeríthetetlen kíváncsiság jellemezte az emberi testtel kapcsolatban. Leírta az ujjnyom 9 jellegzetességét és csoportba is rendezte azokat: íves, tornyos, hurok jobbra, hurok balra, középtömlős, örvényes és ikerhurok. 
A róla elnevezett Purkinje-rostok a szív ingervezető rendszerének utolsó tagja; ez a Tavara-szár végén található vékony rostrendszer, amely a kamrák munkaizomzatának adja át az ingerületet. Nevéhez köthető továbbá a vérplazma, a protoplazma és a kisagyban egy addig ismeretlen, sűrű dendritekkel rendelkező neuron megfigyelése is. Utóbbit később Purkinje-sejteknek neveztek el.
1829-ben a kámfor, az ópium, a nadragulya és a terpentin emberre gyakorolt hatását vizsgálta. Önmagán vizsgálta a szerecsendió hatását is: nagy mennyiség fogyasztása után több napig fejfájást, hányingert, kábultságot érzett. 1833-ban megfigyelte és leírta az verejtékmirigy működését.

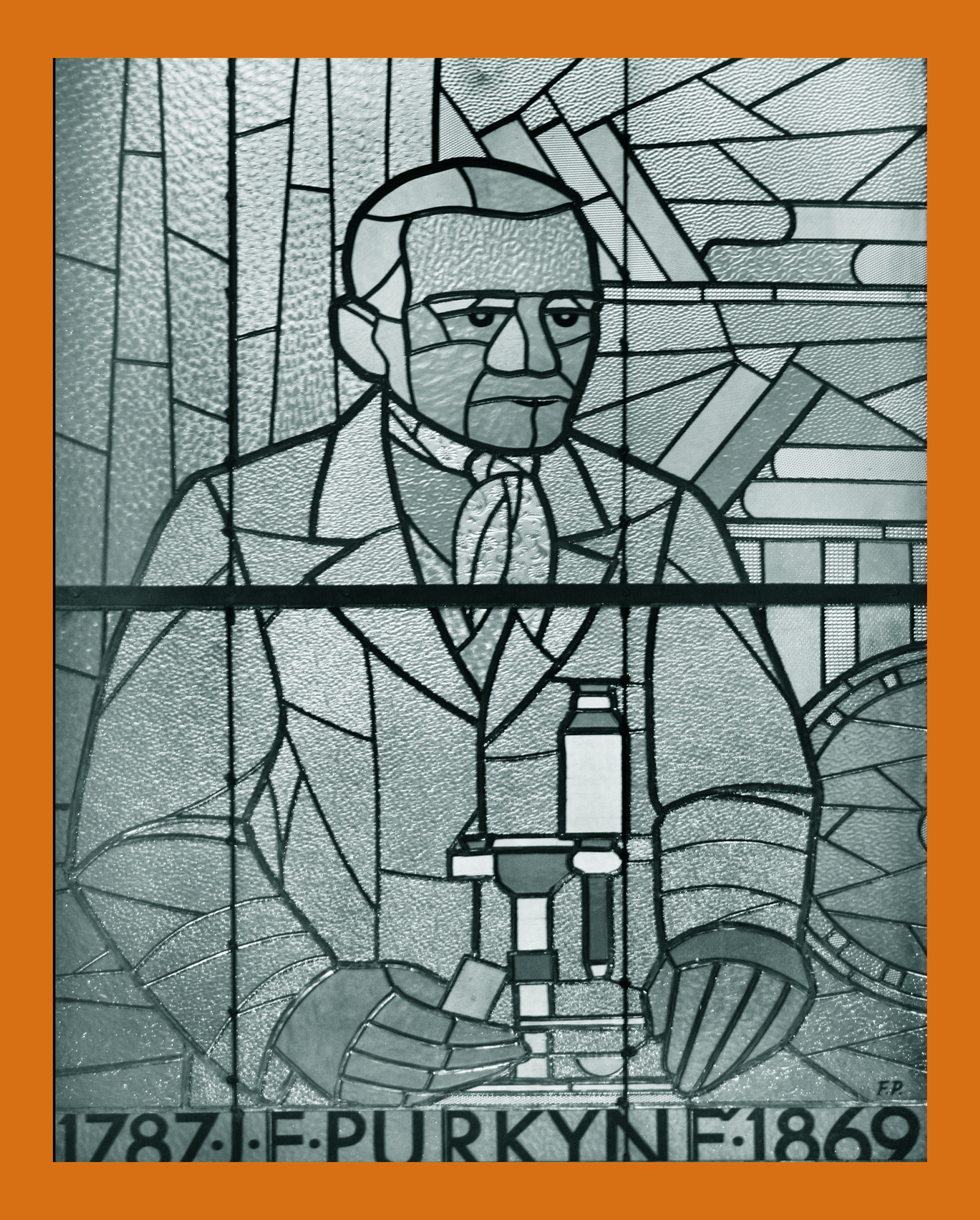
Vitrója a pozsonyi egyetemen

Tudományos munkáján kívül szívügyének tekintette a cseh nyelv sorsát is. A szakszavakat németül használta, de cseh megfelelőt is talált, újította és modernizálta anyanyelvét. Több publikációja is született cseh nyelven és az egyetemen is oktatta a cseh nyelvet. Alapítója volt a Litván-Szláv Társaságnak.
Purkinje felismerte Eadweard Muybridge jelentőségét és tehetségét; a kutató elkészítette a saját zoetropját is, mellyel az unokáit szórakoztatta.

## Emlékezete

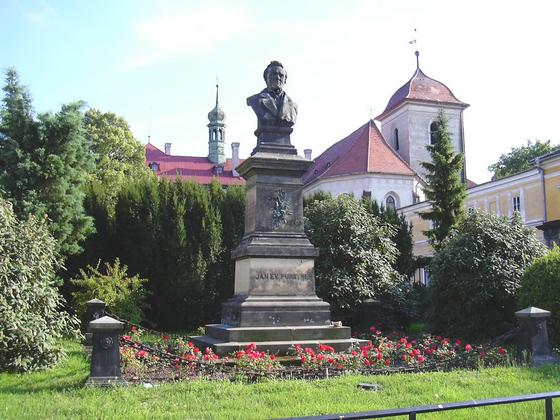
Emlékműve szülővárosában

1994 és 2004 között a Hradec Královéban iskola, 1960 és 1990 között a brnóban egyetem viselte a nevét. Az Ustí nad Labem-i egyetemet 1991-es alapításakor róla nevezték el; csakúgy, mint egy Aszteroidát, valamint a Hold egyik kráterét. A pozsonyi egyetemen festettüveg-ablakot, szülővárosában emlékművet állítottak tiszteletére.

## Fordítás
- Ez a szócikk részben vagy egészben a Jan Evangelista Purkyně című angol Wikipédia-szócikk fordításán alapul.  Az eredeti cikk szerkesztőit annak laptörténete sorolja fel. Ez a jelzés csupán a megfogalmazás eredetét és a szerzői jogokat jelzi, nem szolgál a cikkben szereplő információk forrásmegjelöléseként.